# إدغار بريتون
إدغار بريتون (بالإنجليزية: Edgar Britton)‏ هو رسام أمريكي، ولد في 1901، وتوفي في 1982.